# Kopiivka, Illinți
Kopiivka (în ucraineană Копіївка) este localitatea de reședință a comunei Kopiivka din raionul Illinți, regiunea Vinnița, Ucraina.

## Demografie
Componența lingvistică a localității Kopiivka
     Ucraineană (98,14%)
     Rusă (1,24%)
     Alte limbi (0,62%)
Conform recensământului din 2001, majoritatea populației localității Kopiivka era vorbitoare de ucraineană (98,14%), existând în minoritate și vorbitori de rusă (1,24%).